# Provinser i Nederlandene
Nederlandene er opdelt i 12 provinser (på nederlandsk provincies).
| Flag                  | Våben                         | Provins      | Hollandsk navn                             | Hovedstad           | Kom mun er | Folketal 31.12.1930 | Befolkning 1. august 2021 | Samlede areal (km²) | Land areal (km²) | Ind byg gere per km² |
| --------------------- | ----------------------------- | ------------ | ------------------------------------------ | ------------------- | ---------- | ------------------- | ------------------------- | ------------------- | ---------------- | -------------------- |
| Flag of Drenthe       | Coat of arms of Drenthe       | Drenthe      | Drenthe                                    | Assen               | 12         | 222.432             | 496.764                   | 2.680,37            | 2.634            | 188                  |
| Flag of Flevoland     | Coat of arms of Flevoland     | Flevoland    | Flevoland                                  | Lelystad            | 6          | 211.507(1990)       | 432.216                   | 2.412,30            | 1.413            | 306                  |
| Flag of Friesland     | Coat of arms of Friesland     | Frisland     | Friesland / Fryslân (Westerlauwersfrisisk) | Leeuwarden          | 18         | 399.857             | 652.960                   | 5.748,74            | 3.324            | 196                  |
| Flag of Gelderland    | Coat of arms of Gelderland    | Gelderland   | Gelderland                                 | Arnhem              | 51         | 829.293             | 2.103.598                 | 5.136,51            | 4.967            | 423                  |
| Flag of Groningen     | Coat of arms of Groningen     | Groningen    | Groningen                                  | Groningen           | 10         | 392.436             | 586.432                   | 2.960,03            | 2.325            | 252                  |
| Flag of Limburg       | Coat of arms of Limburg       | Limburg      | Limburg                                    | Maastricht          | 31         | 550.840             | 1.115.822                 | 2.209,22            | 2.148            | 519                  |
| Flag of North Brabant | Coat of arms of North Brabant | Nord-Brabant | Noord-Brabant                              | 's-Hertogenbosch[B] | 56         | 898.386             | 2.582.943                 | 5.081,76            | 4.908            | 526                  |
| Flag of North Holland | Coat of arms of North Holland | Nord-Holland | Noord-Holland                              | Haarlem             | 44         | 1.509.587           | 2.891.714                 | 4.091,76            | 2.664            | 1.086                |
| Flag of Overijssel    | Coat of arms of Overijssel    | Overijssel   | Overijssel                                 | Zwolle              | 25         | 520.788             | 1.168.274                 | 3.420,86            | 3.323            | 351                  |
| Flag of South Holland | Coat of arms of South Holland | Syd-Holland  | Zuid-Holland                               | Haag[A]             | 50         | 1.957.578           | 3.734.481                 | 3.307,86            | 2.700            | 1.383                |
| Flag of Utrecht       | Coat of arms of Utrecht       | Utrecht      | Utrecht                                    | Utrecht             | 26         | 406.960             | 1.363.882                 | 1.560,05            | 1.485            | 918                  |
| Flag of Zeeland       | Coat of arms of Zeeland       | Zeeland      | Zeeland                                    | Middelburg          | 13         | 247.606             | 386.066                   | 2.933,89            | 1.783            | 216                  |